# Дорн Борис Андрійович
Дорн Бори́с Андрі́йович (нім. Johannes Albrecht Bernhard Dorn, також Альбрехт Бернгард Дорн; 29 квітня 1805 м. Шойерфельд біля м. Кобург — 19 травня 1881 р., м. Санкт-Петербург) — німецький та російсько-український сходознавець, історик, мовознавецью, дійсний член Імператорської Санкт-Петербурзької академії наук з 1842, таємний радник.

## Біографія
Народився у м. Шойерфельд, зараз частина м. Кобург (Франконія) у тодішньому князівстві Саксен-Кобург-Гота, де закінчив місцеву гімназію «Казиміріанум». Потім вивчав теологію, філософію та східні мови в університетах Галле та Лейпціг.
У Лейпцизькому університеті здобув ступінь доктора теології та філософії (1825). У 1825 як приват-доцент почав викладати східні мови у Лейпцизькому університеті. У 1827–29 перебував у науковому відрядженні в Лондоні, Гамбурзі, Парижі, де в бібліотеках вивчав східні рукописи.
В 1827 р. був запрошений куратором Харківського навчального округу, графом Северином Потоцьким на посаду ординарного професора східних мов та літератури Етико-політичного відділення Харківського університету. Викладав у Харкові до 1835 р. арабську і перську (з 1833 також англійську) мови, а для бажаючих — єврейську, ефіопську (вперше в Росії) і санскрит. У 1829–31 завідував нумізматичним кабінетом, з 1833 був членом училищного комітету при ун-ті.
У 1834–35 перебував у Вільно, де відбирав навчальні посібники закритого урядом Віленського університету.
У 1835 переїхав до Санкт-Петербурга. У 1835–42 викладав історію та географію Сходу при навчальному відділенні Азійського департаменту Міністерства закордонних справ. У 1835 обраний членом-кореспондентом СПб АН, у 1839 — ад'юнктом східних мов, у 1843 — екстраординарним, а в 1852 — ординарним академіком по іст.-філол. відділенню. З 1842 очолював Азійський музей. Також викладав у Петербурз. ун-ті санскрит, потім афганську мову та літературу. За рекомендацією міністра освіти С. С. Уварова з 1844 став бібліотекарем при Імператорській публічній бібліотеці (із залишенням на службі в АН). Головною заслугою Д. в цей період стало складання друкованих каталогів східних рукописів Публічної бібліотеки.
Автор ряду праць з історії та етнографії народів Сходу. Став першим європейським дослідником, що залучив джерела на мовах афганців (пушту і фарсі). У роботах систематично виклав граматичні особливості афганської мови, заклавши фундамент для створення афганської граматики. Цікавився також археологією, етнографією, нумізматикою, геральдикою та ін. Серед його робіт: «History of the Afghans, Translated from Persian of Neamet Ullah» (Т. 1–2; Лондон, 1829—1836); «A Chrestomathy of the Pushtu of Afghan language» (СПб., 1847); «Die Geschichte Tabaristans und der Serbedare nach Chondemir» («История Табаристана и сербедаров по Хондемиру») (СПб., 1850); «Материалы к познанию иранских наречий» (СПб., 1860—1866) та ін. У 1877 в Лейпцигу була видана його бібліографія з нагоди 50-річчя від дня запрошення до Росії.
Член Лондонс. нумізматичного т-ва, почесний член Берлінс. нумізматичного, Нім. східного і Паризького азійського товариств, член-кореспондент Рос. археологічного т-ва, член-кореспондент Т-ва наук у Геттінгені, почесний доктор богослов'я Лейпциз. ун-ту, почесний член Єгипетс. ін-ту в Олександрії, член-кореспондент Берлінс. АН, член Датс. королівської АН та ін. Кавалер орденів Володимира І ступеня, Анни І і ІІ ступеня, Станіслава І, ІІ, ІІІ ступеня та інших нагород. На кінець життя мав чин таємного радника. Похований у Санкт-Петербурзі на Смоленському лютеранському цвинтарі.